# Ranch-Dressing

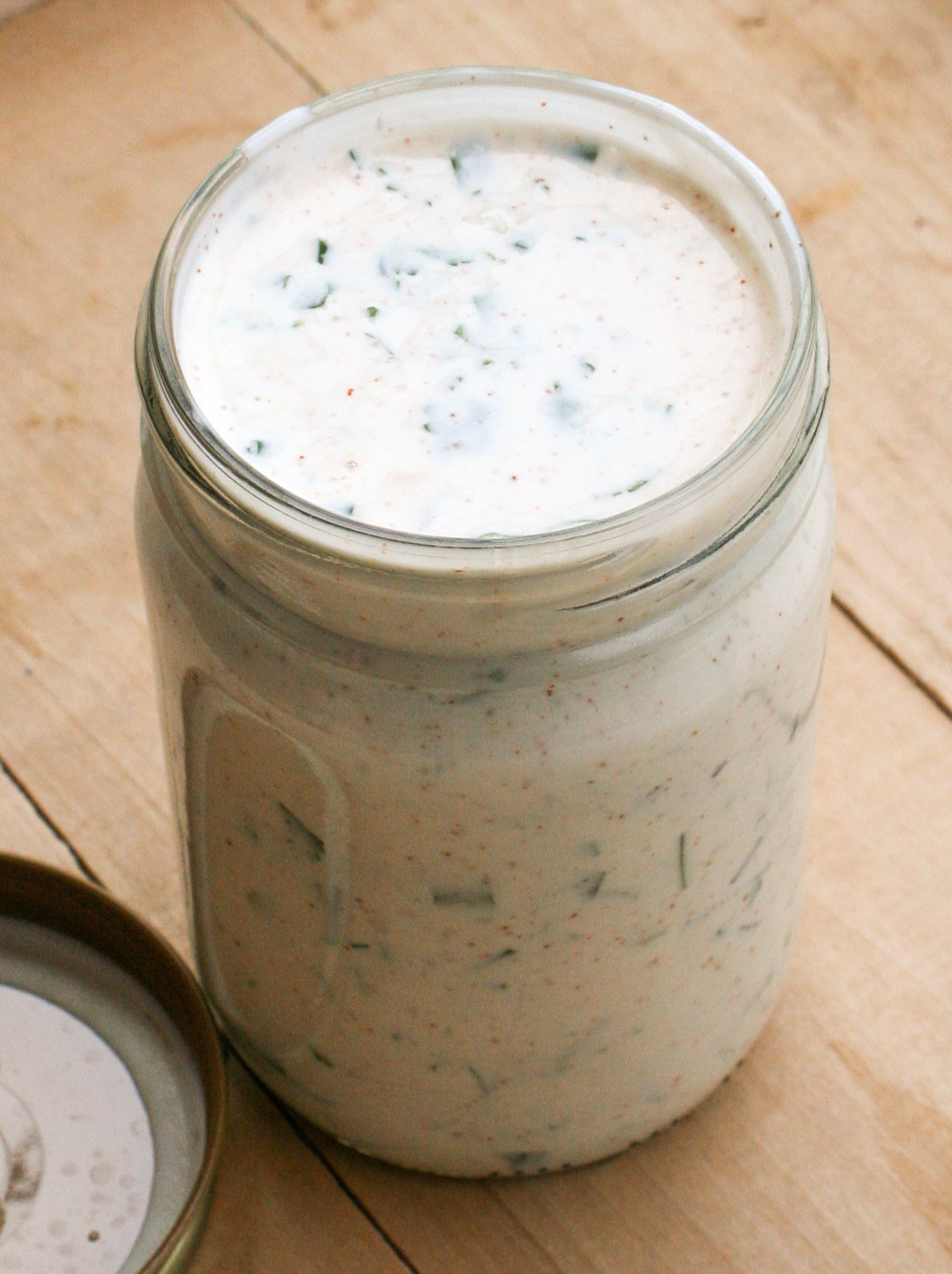
Selbstgemachtes Ranch-Dressing im Glas

Ranch-Dressing ist eine 1954 in Kalifornien erfundene Würzsauce aus Buttermilch oder Joghurt, Mayonnaise, gehackten Zwiebeln, Knoblauch und Kräutern. Sie ist heute in den Vereinigten Staaten eine der meistverkauften Salatsaucen und wird auch als Dip verwendet, beispielsweise für Veggie Platters.

## Zusammensetzung und Verwendung
Ranch-Dressing basiert auf Buttermilch oder Joghurt, Mayonnaise, Rapsöl, Zwiebelstücken, Knoblauch sowie Liebstöckel und Petersilie als Kräuterzugabe. Da kein verbindliches Rezept existiert, ist die konkrete Zusammensetzung veränderlich und unterliegt bei der privaten Herstellung individuellen Vorlieben. Sheila Lukins benennt in ihrem U.S.A. Cookbook als Grundrezept Naturjoghurt, Mayonnaise und Buttermilch jeweils zu gleichen Teilen, Zwiebeln, Knoblauch, Salz, Pfeffer, Schnittlauch und optional weitere Kräuter sowie Speckwürfel.
Neben der Verwendung als Salatsauce oder Dip zu Veggie Platters passt Ranch-Dressing als Würzsauce auf Burger und amerikanische Pizza sowie zu Fleisch und  Kartoffelgerichten.

## Geschichte, Verbreitung und Varianten

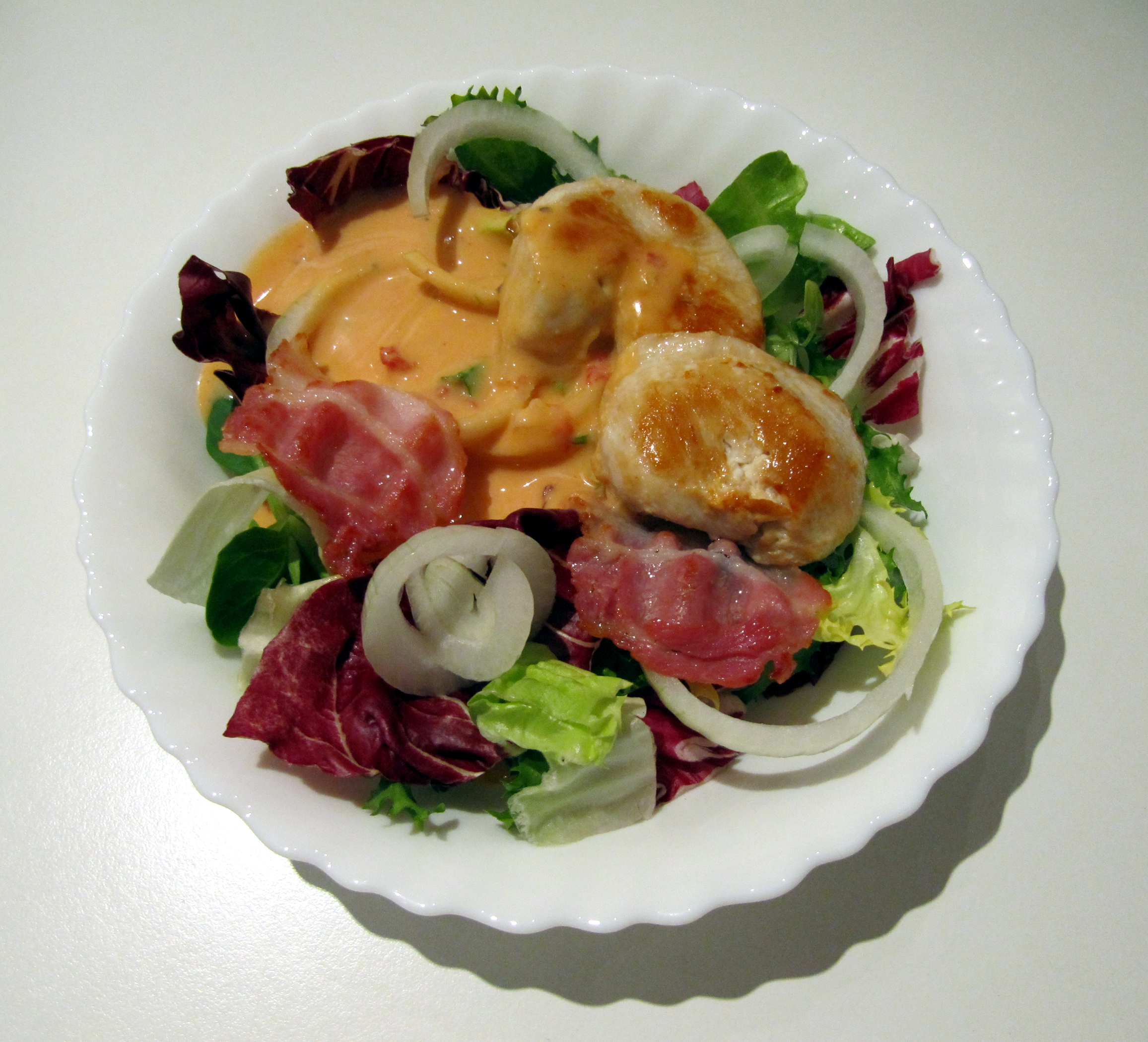
Salat mit deutschem Ranch-Dressing

1954 eröffneten Steve und Gayle Henson eine Gastranch in der Nähe von Santa Barbara in Kalifornien und nannten sie Hidden Valley Ranch. Dort servierten sie den Gästen eine selbst kreierte Salatsauce, die großen Anklang fand und darum bald auch über den eigenen Versandhandel erhältlich war. Aufgrund der steigenden Nachfrage wurde zu ihrer Herstellung Anfang der 1970er-Jahre eine Fabrik errichtet. Seit den 1970er-Jahren ist das kalifornische Chemieunternehmen Clorox Hersteller und Vermarkter von Ranch-Dressing, hat dieses unter dem eingetragenen Warenzeichen Hidden Valley – The Original Ranch weiterentwickelt und so zu einer der bekanntesten und meistverkauften Salatsaucen in den USA gemacht.
1982 begann der Schauspieler und Hobbykoch Paul Newman ebenfalls mit der Herstellung und dem Vertrieb einer eigenen Variante des Ranch-Dressings unter der Bezeichnung Newman's Own Ranch Dressing, die nach Newmans Tod 2008 weiterhin und seit 2012 zusätzlich in einer Bio-Variante erhältlich ist.
In Deutschland kann man in den Feinkostabteilungen mancher Supermärkte importierte Produkte aus den USA kaufen. Der Markenname ist in Deutschland seit 2001 nicht mehr geschützt. Die Firma Carl Kühne KG aus Hamburg stellt ein Würziges Ranch-Dressing her, das nach eigenen Angaben auf dem amerikanischen Rezept basiert, sich davon aber unterscheidet, weil es zusätzlich Tomaten, Paprika und roten Pfeffer enthält und cocktailfarben statt weiß ist. Diese Variante ist in dem Buch Ranch Dressing Greats: Delicious Ranch Dressing Recipes, das gemäß eigener Angabe die Top-44-Ranch-Dressing-Rezepte in den USA beschreibt, nicht enthalten.